# Белявский, Ян Блажеевич
Ян Блажеевич Белявский (1864 года, Насеховице гмины Кацице Меховского уезда Келецкой губернии, Российская империя — 5 августа 1916 года, Насеховице Меховского уезда Келецкой губернии) — крестьянин, активист Национал-демократической партии в Кельце, депутат Государственной думы II созыва от Келецкой губернии.

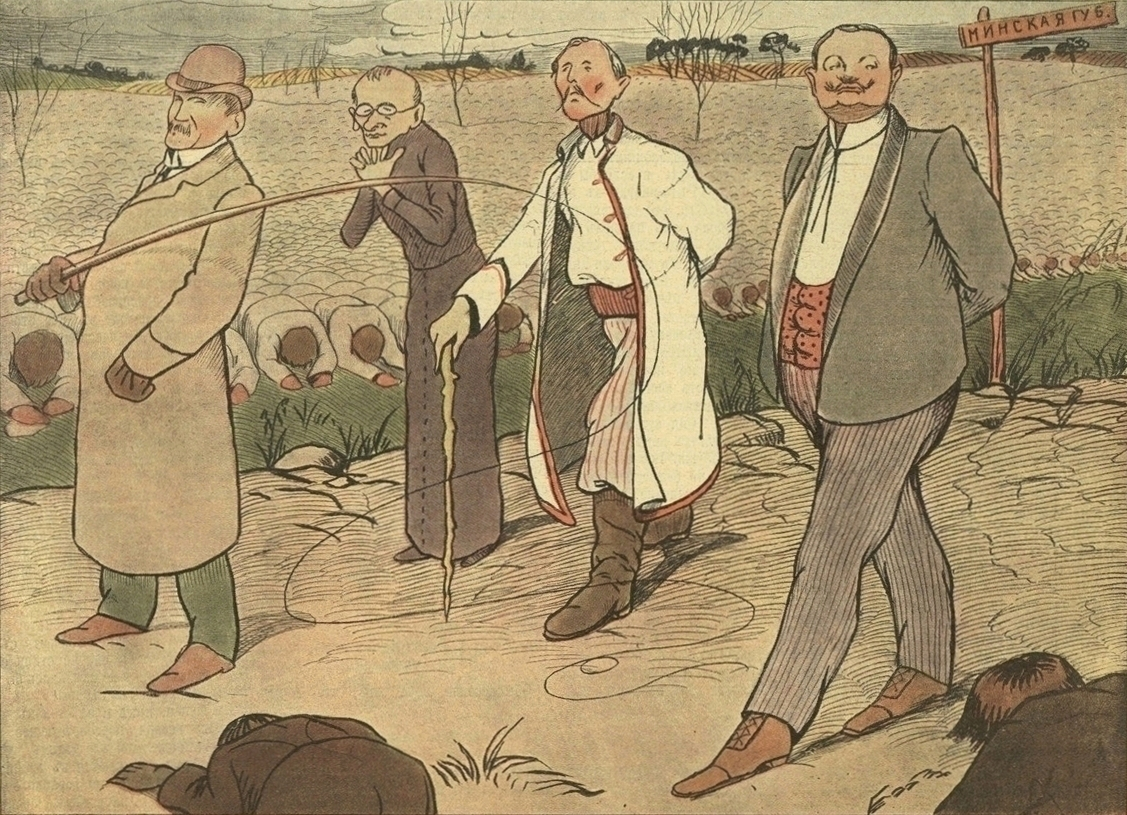
Русская карикатура «Триумфальное шествие Польского кола в Минскую губернию» из приложения к «Новому времени» за июнь 1907, (Р. Дмовский, Я. Я. Гралевский, Я. Белявский, и граф Г. Р. Потоцкий).

## Биография
Родился в крестьянской семье, имеющей небольшое хозяйство в деревне Насеховице Келецкой губернии. Окончил начальную школу в Насеховице, позднее занимался самообразованием. С 1899 года работал в Товариществе национального просвещения. В том же 1899 году вошел в первый крестьянский кооператив в Царстве Польском, «Утренняя заря», являвшимся первой Меховской скотоводческой компанией. Учительствовал в сельском обществе в Мехове. Сотрудничал с различными издательствами, культурными, общественными и хозяйственными учреждениями. В сентябре 1903 года он был одним из инициаторов крестьянской выставки Мехове. 17 декабря 1905 в Варшаве — депутат крестьянского съезда, организованного по инициативе Национальной лиги. Сотрудничал с периодическими изданиями: «Северное сияние» (Zorzą), нелегальной «Полюс» (Polakiem), которая подпольно публиковалась в Кракове, а в 1906—1907 годы в газете «Народ». Был членом Национал-демократической партии в Кельце, входил в её Центральный Комитет. Владел земледельным наделом. Вошёл в руководство Центральной избирательной комиссии имени Г. Сенкевича в Варшаве.
6 февраля 1907 избран в Государственную думу II созыва от общего состава выборщиков Келецкого губернского избирательного собрания. Вошёл в Польское коло. Член Аграрной комиссии. После роспуска Думы и изменения закона о выборах, который уменьшил представительство польских депутатов в Думе, выступал за проведение в Думу наиболее компетентных политиков. Был избран депутатом в Государственную думу III созыва, но отказался от депутатского мандата. В последующие годы работал в крестьянских кружках в городе Мехов. Он умер в 1916 году в Насеховице, где и был похоронен.